# Colpo di Stato in Spagna del 1981
Il colpo di Stato spagnolo del 23 febbraio 1981 (conosciuto in Spagna come 23-F e noto anche come golpe Tejero) fu un golpe organizzato e tentato, senza successo, da alcuni comandanti militari spagnoli.
L'atto più eclatante dell'intera operazione fu l'assalto al Congresso dei Deputati, operato da un folto gruppo di militari della Guardia Civil comandati dal tenente colonnello Antonio Tejero Molina, durante la votazione del candidato alla presidenza del governo spagnolo Leopoldo Calvo-Sotelo dell'Unione del Centro Democratico (UCD).

## Contesto

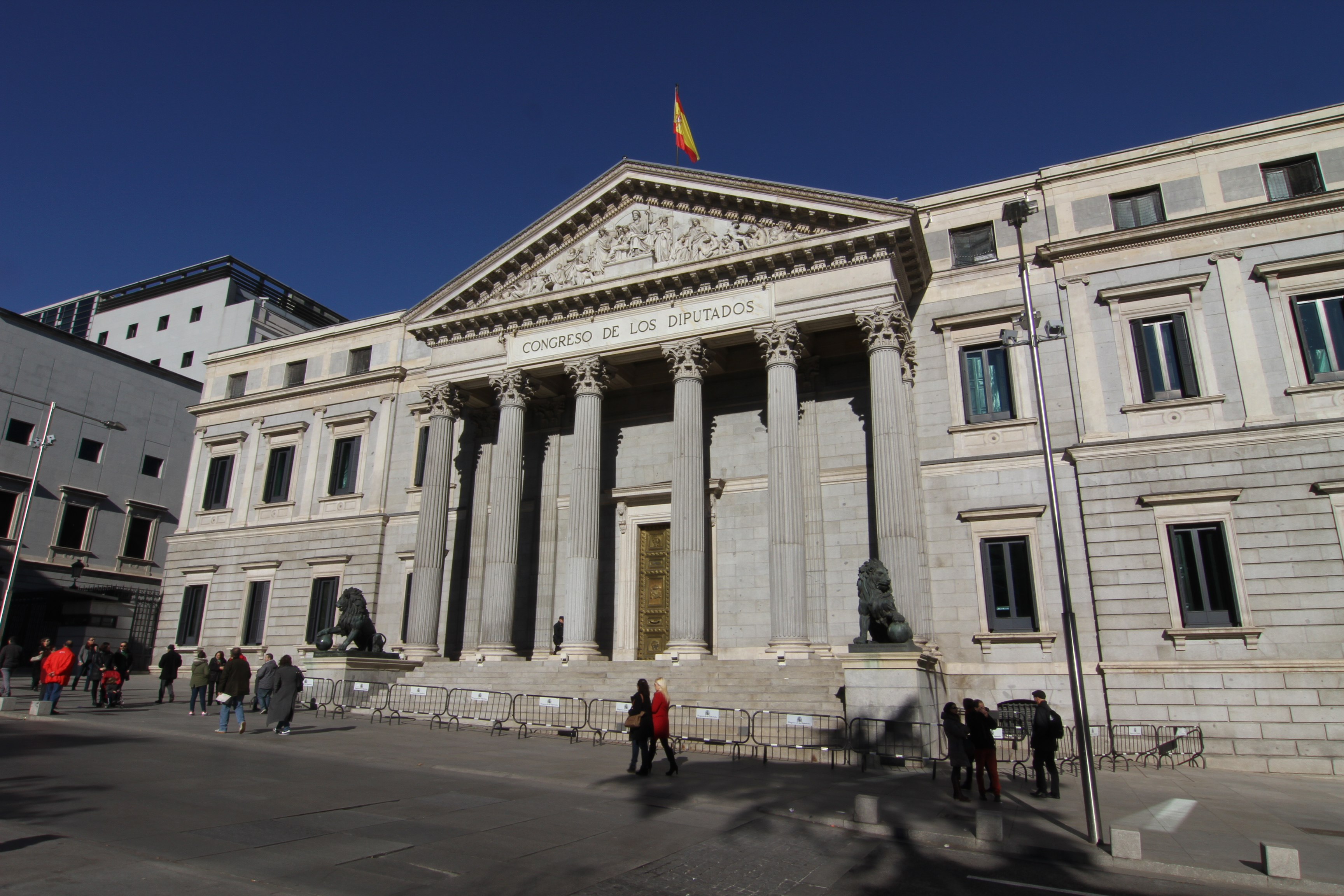
Il Palazzo delle Corti a Madrid, sede del Congresso dei Deputati

Il colpo di Stato del 1981 maturò in stretta connessione con le tensioni vissute durante la transizione spagnola verso la democrazia. Quattro elementi, in particolare, avevano generato una tensione permanente che il governo dell'UCD non era riuscita a contenere: la crisi economica, le difficoltà della riorganizzazione territoriale dello Stato, le azioni terroristiche dell'ETA e le resistenze di alcuni settori dell'esercito spagnolo contro il nuovo sistema democratico.
I primi sintomi di malessere nell'esercito apparvero nell'aprile del 1977 quando, a causa della legalizzazione del Partito Comunista di Spagna, si dimise il ministro della marina, l'ammiraglio Gabriel Pita da Veiga, e il Consiglio superiore dell'esercito dichiarò di prendere atto della legalizzazione senza però condividerla. Nel novembre del 1978 fu poi sgominata l'Operazione Galaxia, un piano golpista organizzato proprio da Antonio Tejero, che per quello fu condannato a sette mesi di prigione.
Mentre crescevano fermenti golpisti in alcuni settori dell'Ejército de Tierra e dell'estrema destra post-franchista, il governo avanzava all'inizio del decennio verso una profonda crisi, che nel corso del 1980 si rivelò sempre meno sostenibile. Tra i principali eventi di quell'anno ci furono le dimissioni di Manuel Clavero dalla carica di ministro della Cultura (15 gennaio), il rimpasto di governo del 3 maggio, la mozione di censura presentata contro Adolfo Suárez dal PSOE (28-30 maggio), le dimissioni del vicepresidente del governo Fernando Abril Martorell (22 luglio) che produsse un nuovo rimpasto in settembre e l'elezione a ottobre di Miguel Herrero Rodríguez de Miñón, candidato alternativo a quello ufficiale proposto dal gruppo parlamentare centrista di Suárez.
La crescente debolezza di Suárez in seno al proprio partito lo costrinse a dimettersi da presidente del governo e dell'UCD il 29 gennaio 1981 durante una drammatica trasmissione televisiva, subito dopo la quale gli eventi precipitarono. Il 1º febbraio, il Collettivo "Almendros" pubblica su El Alcázar un articolo di chiara impronta golpista. Dal 2 al 4 febbraio il Re Juan Carlos è nei Paesi Baschi, dove i deputati di Herri Batasuna lo accolgono tra fischi e incidenti. Il 6 febbraio si scopre assassinato un ingegnere della centrale nucleare di Lemóniz, sequestrato un giorno prima, mentre si seguono con apprensione gli sviluppi del sequestro dell'industriale Luis Suñer.
In questo clima sociale si pone una questione politica interna, quella di trovare il successore di Suárez. Tra il 6 ed il 9 febbraio si tiene il travagliato secondo congresso dell'UCD a Maiorca, durante il quale un partito diviso elegge un presidente di circostanza, Agustín Rodríguez Sahagún, individuando poi, il giorno 10, il candidato alla presidenza del governo nella figura di Leopoldo Calvo-Sotelo.
Le tensioni politiche raggiunsero il culmine quando il 13 febbraio si diede notizia della morte a Carabanchel di Jose Ignacio Arregui, vittima delle torture inflitte dalla Direzione generale di sicurezza. Quel giorno si arrivò a uno sciopero generale nei Paesi Baschi e ad un aspro dibattito tra i gruppi parlamentari al Congresso. Il governo destituì vari dirigenti della polizia, mentre nel ministero dell'Interno si susseguivano dimissioni a catena in segno di solidarietà ai torturatori mentre il giornale El Alcázar presentava l'azione del governo come una gestione debole da interrompere in modo netto.
Fu in tale clima infuocato che Calvo-Sotelo presentò il suo governo il 18 febbraio. Il 20 non ottenne la fiducia del Parlamento spagnolo e fu fissata per il 23 una nuova votazione. Proprio quel giorno fu scelto dai golpisti per il loro tentativo, nel quale sarebbero confluite le diverse aspirazioni: quelle di un golpe duro - impersonate da Tejero e dal capitano generale Jaime Milans del Bosch - e quelle di un golpe blando, promosse dal generale Alfonso Armada, uomo di fiducia del Re.

## El Golpe
Il tentativo del 23 febbraio 1981 raggruppò e coordinò tutte le diverse trame golpiste che covavano sin dall'inizio della transizione democratica della Spagna.

### L'occupazione del Congresso dei deputati

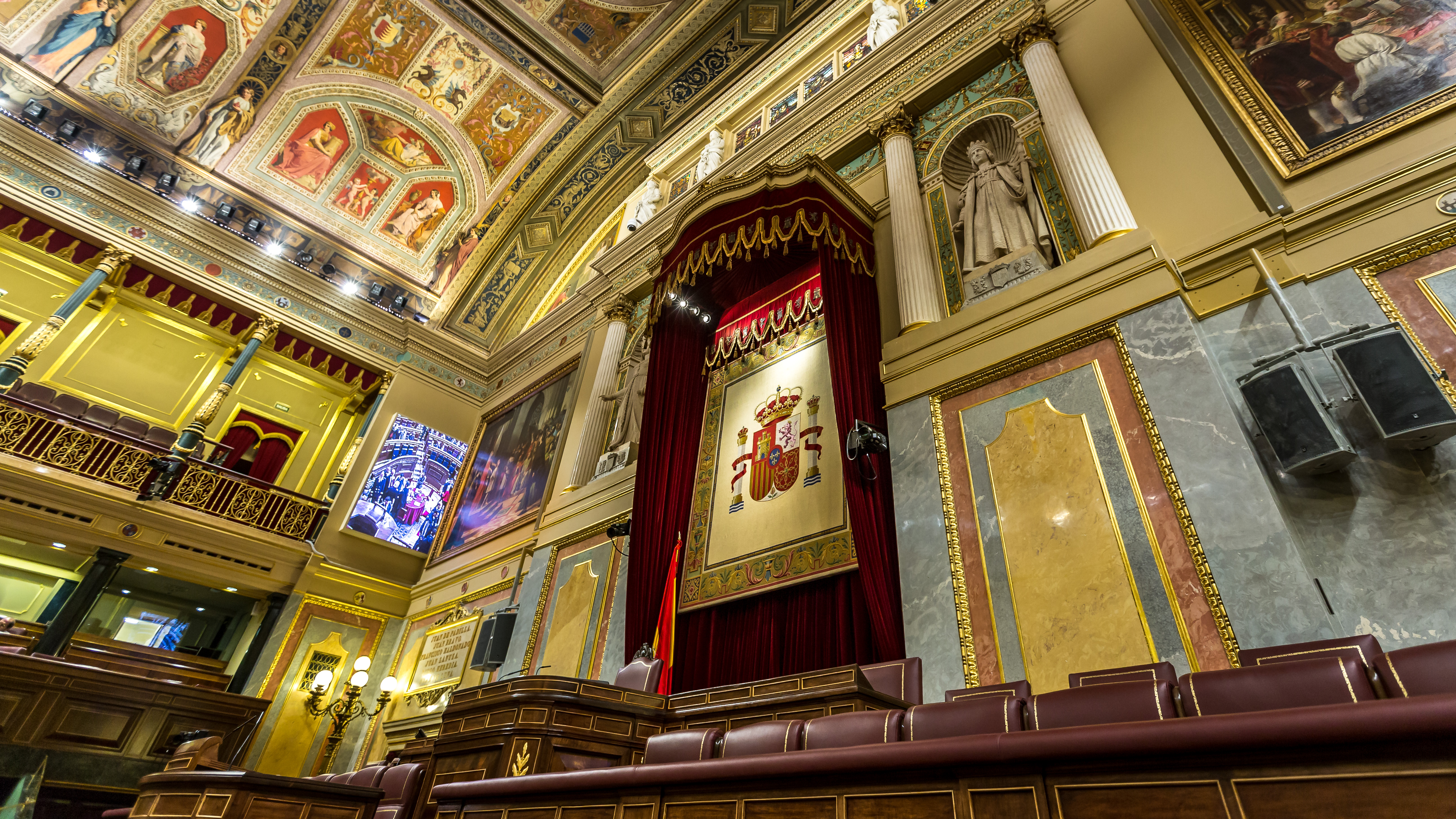
L'emiciclo del Congresso dei deputati

Alle diciotto in punto cominciò al Congresso dei Deputati la votazione nominale per l'investitura di Leopoldo Calvo-Sotelo come presidente del governo di Spagna. Poco dopo le 18:30, quando stava per esprimere il proprio voto il deputato socialista Juan Manuel Núñez Encabo, fece irruzione nell'emiciclo del Congresso un gruppo di decine di militari della Guardia Civil, mitra alla mano, comandato dal tenente colonnello Antonio Tejero Molina, che dalla tribuna ordinò che tutti stessero calmi e aspettassero l'arrivo dell'autorità competente, lasciando intendere che si trattasse di un militare, che però non giunse mai. Le sue parole furono:
Un operatore della TVE riuscì a filmare per quasi mezz'ora quanto stava accadendo nel Congresso, portando così all'attenzione del mondo l'unico documento audiovisivo sul tentato golpe. La replica venne dal generale Gutiérrez Mellado, vicepresidente del governo e ministro della difesa, che ordinò ai golpisti di gettare le armi e fu aggredito dai militari, che spararono inoltre diversi colpi di arma da fuoco contro il tetto dell'emiciclo. Con la presa delle Cortes e il sequestro del potere esecutivo e legislativo fu generato un cosiddetto «vuoto di potere», sul quale si pretendeva di creare un nuovo ordine politico. Alcuni deputati in particolare furono allontanati dagli altri: il presidente del governo uscente e presidente dell'UCD Adolfo Suárez, il vicepresidente del governo e ministro della difesa uscente, Agustín Rodríguez Sahagún, il leader dell'opposizione Felipe González, il secondo in lista del PSOE Alfonso Guerra González e il leader del Partito Comunista di Spagna Santiago Carrillo.

### La sollevazione della regione militare di Valencia

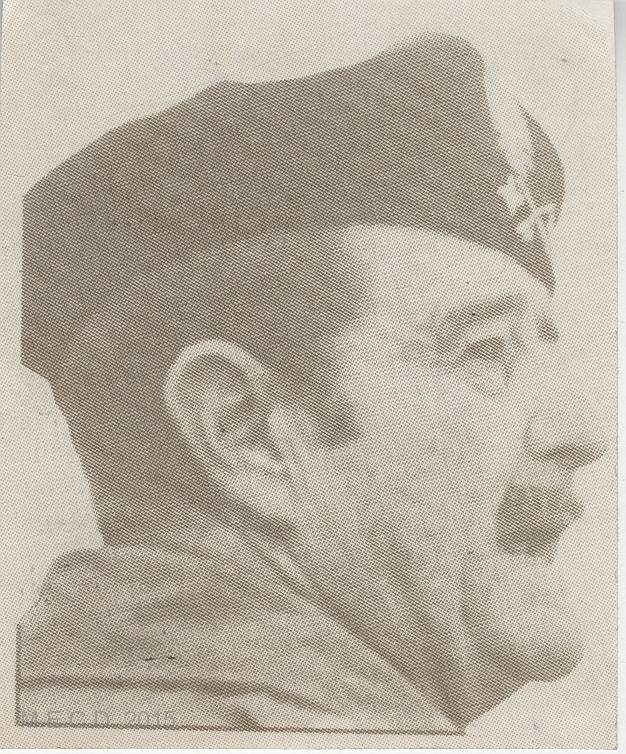
Jaime Milans del Bosch

Poco dopo si sollevò a Valencia il capitano generale della Terza regione militare Jaime Milans del Bosch, che portò per strada i suoi carri armati, dichiarò lo stato d'emergenza e provò a convincere gli altri militari ad assecondare l'operazione.
Nella notte, 250 volontari portoghesi di estrema destra attraversarono il confine per aiutare il golpe. Nel frattempo un altro generale golpista, Torres Rojas, falliva nel suo intento di succedere al generale Juste nel comando nella Divisione corazzata Brunete, con la quale avrebbe dovuto occupare i punti strategici della capitale, tra cui soprattutto radio e televisione da cui avrebbe diramato un comunicato sul successo del golpe.

### Il governo provvisorio
Essendo i ministri sequestrati dai golpisti, alle ore ventuno un comunicato del ministero dell'interno informava della costituzione di un governo provvisorio formato dai sottosegretari uscenti di tutti i ministeri, presieduto dal direttore della sicurezza Francisco Laína, secondo le istruzioni del Re, per assicurare la continuità del governo dello Stato, in stretto contatto con la Giunta dei capi di Stato maggiore.

### La presa di posizione del re
L'indisponibilità del Re Juan Carlos I ad appoggiare il golpe permise di sgominarlo quella notte stessa. Il monarca si assicurò, di persona e attraverso i suoi collaboratori, della fedeltà dei vertici militari. Per il suo comportamento si distinse anche il presidente della Generalità della Catalogna, Jordi Pujol, che poco prima delle ventidue trasmise a tutta la Spagna - attraverso le frequenze di Radio Nacional e Radio Exterior - un discorso nel quale invitava alla calma. Fino all'una di notte continuarono i negoziati attorno al Congresso, ai quali partecipò il governo di emergenza che comprendeva anche il generale Alfonso Armada, il quale poi sarebbe stato sollevato perché sospettato di partecipare al golpe.
All'1:14 di notte del 24 febbraio il Re comparve in televisione, vestito con la divisa di capitano generale degli eserciti, per schierarsi contro i golpisti, difendere la Costituzione spagnola ed esautorare i golpisti. A partire da quel momento, il golpe si considerò fallito. A mezzanotte del 24 febbraio Alfonso Armada si presentò nel Congresso con un doppio obiettivo: convincere il tenente colonnello Tejero a desistere dal suo intento ed assumere egli stesso il ruolo di Capo del Governo agli ordini del Re, con un comportamento chiaramente anticostituzionale. Ma Armada non era l'"autorità competente" annunciata da Tejero e questi lo congedò con violenza. Da parte sua, Milans del Bosch, isolato, annullò i suoi piani alle cinque del mattino e fu arrestato; Tejero, invece, resistette fino a mezzogiorno del 24, ma durante la mattinata del 24 i deputati furono liberati.

## Reazioni internazionali
Non appena assaltato il Congresso, il golpe fu condannato con la massima durezza da tutti i Paesi della Comunità economica europea, progenitrice dell'attuale Unione europea, con la quale la Spagna stava negoziando la propria adesione, avvenuta poi nel 1986. Fra tutti gli Stati membri si deve sottolineare per l'energia della protesta il Regno Unito e soprattutto l'allora Primo ministro Margaret Thatcher, che qualificò l'azione militare come «un atto terrorista».
Gli Stati Uniti, invece, si astennero dal prendere una posizione ufficiale chiara ed esistono diversi elementi che indicano come la presidenza di Ronald Reagan fosse informata in anticipo degli avvenimenti attraverso i rapporti della CIA. Tra i "comportamenti oscuri" degli Stati Uniti furono rilevati il ricevimento dei futuri golpisti spagnoli a Washington già nel 1980, l'incremento dei movimenti delle navi della marina militare statunitense nello stretto di Gibilterra nei giorni precedenti il tentativo di golpe e lo stato di allerta che nella base aerea di Torrejón de Ardoz della United States Air Force era stato decretato già la domenica precedente.
Tejero, sul banco degli accusati durante il giudizio che seguì il tentato colpo di Stato, affermò che «sia il governo degli Stati Uniti sia il Vaticano erano stati contattati dal generale Armada». Dopo l'entrata di Tejero nell'emiciclo, il segretario di Stato statunitense Alexander Haig si limitò a dire che «l'assalto al Congresso dei deputati era una questione interna degli spagnoli», la qual cosa gli valse forti critiche internazionali; una volta fallito il golpe, cambiò le sue dichiarazioni con un sorprendente «dobbiamo congratularci che in Spagna abbia trionfato la democrazia».
D'altro canto, il Vaticano si trovava riunito il giorno 23 in un'assemblea episcopale, per cui non furono diffuse dichiarazioni fino al giorno 24, a golpe fallito.

## Il processo e le conseguenze del golpe
Dopo il golpe rimasero alcuni interrogativi, soprattutto riferiti al ruolo giocato da ognuno dei principali golpisti e sulle vere intenzioni e appoggi dell'esercito. Le conseguenze più rilevanti furono l'avvio di un processo di involuzione delle autonomie e un rafforzamento politico della monarchia nell'opinione pubblica e negli ambienti politici, anche internazionali.
Nel processo tenutosi in seguito davanti al Consiglio Supremo di Giustizia Militare, conosciuto come il processo di Campamento (quartiere periferico di Madrid sede di un'importante caserma in cui si svolse il dibattimento) furono condannati a 30 anni di reclusione i principali responsabili del golpe, riconosciuti in Jaime Milans del Bosch, Alfonso Armada e Antonio Tejero Molina. In tutto furono 30 le persone condannate, di cui 17 personalità della Guardia Civil, 13 delle forze armate e un civile, l'ex dirigente dei Sindacati Verticali franchisti Juan García Carrés, mentre tre ufficiali furono assolti.
L'anno successivo una cospirazione golpista fu smantellata in ottobre con l'arresto di tre ufficiali, poi condannati a 13 anni.